# Nepinnotheres androgynus
Nepinnotheres androgynus is een krabbensoort uit de familie van de Pinnotheridae. De wetenschappelijke naam van de soort is voor het eerst geldig gepubliceerd in 1993 door Manning.